# Liv Signe Navarsete
Liv Signe Navarsete, née le 23 octobre 1958 à Sogndal, est une femme politique norvégienne membre du Parti du centre (SP).
Élue députée au Storting en 2005, elle devient aussitôt ministre des Transports et des Communications dans le second gouvernement de coalition du Premier ministre travailliste Jens Stoltenberg. Elle est portée en 2008 à la présidence du Parti du centre et prend en 2009 les fonctions de ministre des Affaires locales et du Développement régional.
Après le passage de coalition de centre gauche dans l'opposition en 2013, elle est désignée présidente du groupe parlementaire centriste. Elle abandonne ce poste puis la direction du parti l'année d'après.